# Wasylkiw (obwód czerkaski)
Wasylków (ukr. Васильків) – wieś na Ukrainie, w obwodzie czerkaskim, w rejonie zwinogródzkim (dawniej w rejonie szpolańskim). Położone nad rzeką Szpołką. Byłe centrum administracyjne Wasylkowskiej Rady Wiejskiej. W 2024 liczyła 1543 mieszkańców.